# Max Schnur
Max Jacob Schnur (Richmond, 15 febbraio 1993) è un tennista statunitense.
È uno specialista del doppio, ha vinto diversi titoli nei circuiti Challenger e ITF e il suo miglior ranking ATP è stato l'87º posto raggiunto nel settembre 2022. I migliori risultati nel circuito maggiore sono state due semifinali raggiunte nel 2022 in tornei ATP 250.

## Statistiche
Aggiornate al 12 giugno 2023.

### Tornei minori

#### Doppio

##### Vittorie (18)
| Legenda tornei minori |
| Challenger (12)       |
| Futures (6)           |

| N.  | Data              | Torneo                                                | Superficie  | Compagno                  | Avversari in finale                         | Punteggio            |
| 1.  | 19 marzo 2016     | Challenger de Drummondville, Drummondville            | Cemento (i) | James Cerretani           | Daniel Evans Lloyd Glasspool                | 3-6, 6-3, [11-9]     |
| 2.  | 25 giugno 2016    | Aspria Tennis Cup, Milano                             | Terra rossa | Miguel Ángel Reyes Varela | Alessandro Motti Peng Hsien-yin             | 1-6, 7–6(4), [10-5]  |
| 3.  | 23 luglio 2016    | Tampere Open, Tampere                                 | Terra rossa | David Pérez Sanz          | Steven de Waard Andreas Mies                | 6-4, 6-4             |
| 4.  | 7 gennaio 2017    | Onkaparinga Challenger, Onkaparinga                   | Cemento     | Hans Podlipnik-Castillo   | Steven de Waard Marc Polmans                | 7–6(5), 4-6, [10-6]  |
| 5.  | 17 giugno 2017    | Città di Caltanissetta, Caltanissetta                 | Terra rossa | James Cerretani           | Denys Molčanov Franko Škugor                | 6-3, 3-6, [10-6]     |
| 6.  | 29 febbraio 2020  | Calgary Challenger, Calgary                           | Cemento (i) | Nathan Pasha              | Filip Peliwo Harry Bourchier                | 7–6(4), 6-3          |
| 7.  | 18 settembre 2021 | Cary Challenger II, Cary                              | Cemento     | William Blumberg          | Stefan Kozlov Peter Polansky                | 6-4, 1-6, [10-4]     |
| 8.  | 16 ottobre 2021   | Challenger de Santiago III, Santiago del Cile         | Terra rossa | Evan King                 | Hans Hach Verdugo Miguel Ángel Reyes Varela | 3-6, 7–6(3), [16-14] |
| 9.  | 30 ottobre 2021   | Las Vegas Tennis Open, Las Vegas                      | Cemento     | William Blumberg          | Jason Jung Evan King                        | 7-5, 6(5)–7, [10-5]  |
| 10. | 6 novembre 2021   | Charlottesville Men's Pro Challenger, Charlottesville | Cemento     | William Blumberg          | Treat Conrad Huey Frederik Nielsen          | 3-6, 6-1, [14-12]    |
| 11. | 5 febbraio 2022   | Cleveland Open, Cleveland                             | Cemento     | William Blumberg          | Robert Galloway Jackson Withrow             | 6-3, 7–6(4)          |
| 12. | 22 ottobre 2022   | Hamburg Challenger, Amburgo                           | Cemento (i) | Treat Conrad Huey         | Dustin Brown Julian Lenz                    | 7–6(6), 6-4          |

##### Sconfitte in finale (15)
| Legenda tornei minori |
| Challenger (11)       |
| Futures (4)           |

| N.  | Data              | Torneo                                       | Superficie  | Compagno                  | Avversari in finale                       | Punteggio           |
| 1.  | 2 luglio 2016     | Marburg Open, Marburgo                       | Terra rossa | Miguel Ángel Reyes Varela | James Cerretani Philipp Oswald            | 3-6, 2-6            |
| 2.  | 3 febbraio 2018   | Burnie International, Burnie                 | Cemento     | Evan King                 | Marcel Granollers Gerard Granollers Pujol | 6(8)–7, 2-6         |
| 3.  | 8 giugno 2019     | Little Rock Challenger, Little Rock          | Cemento     | Treat Conrad Huey         | Matias Franco Descotte Orlando Luz        | 5-7, 1-6, [10-12]   |
| 4.  | 21 settembre 2019 | Columbus Challenger, Columbus                | Cemento (i) | Nathan Pasha              | Martin Redlicki Jackson Withrow           | 4-6, 6(4)–7         |
| 5.  | 19 ottobre 2019   | Las Vegas Tennis Open, Las Vegas             | Cemento     | Nathan Pasha              | Ruben Gonzales Ruan Roelofse              | 6-2, 3-6, [8-10]    |
| 6.  | 27 febbraio 2021  | Nur-Sultan Challenger, Nur-Sultan            | Cemento (i) | Nathan Pasha              | Denys Molčanov Oleksandr Nedovjesov       | 4-6, 4-6            |
| 7.  | 7 marzo 2021      | Nur-Sultan Challenger II, Nur-Sultan         | Cemento (i) | Nathan Pasha              | Nathaniel Lammons Jackson Withrow         | 4-6, 2-6            |
| 8.  | 9 ottobre 2021    | Challenger de Santiago II, Santiago del Cile | Terra rossa | Evan King                 | Diego Hidalgo Nicolás Jarry               | 3-6, 7-5, [6-10]    |
| 9.  | 20 novembre 2021  | JSM Challenger, Champaign                    | Cemento (i) | Treat Conrad Huey         | Nathaniel Lammons Jackson Withrow         | 4-6, 6-3, [6-10]    |
| 10. | 4 giugno 2022     | Little Rock Challenger, Little Rock          | Cemento     | Robert Galloway           | Andrew Harris Christian Harrison          | 3-6, 4-6            |
| 11. | 30 luglio 2022    | Winnipeg Challenger, Winnipeg                | Cemento     | John-Patrick Smith        | Billy Harris Kelsey Stevenson             | 6-2, 6(9)–7, [8-10] |